# Fuerzas Armadas de Birmania
Las Fuerzas Armadas de Birmania, también conocida como Tatmadaw (; lit. 'Fuerzas Armadas'), es la institución militar encargada de la defensa territorial de Birmania. Está administrado por el Ministerio de Defensa y lo compone el Ejército, la Armada y la Fuerza Aérea. Los servicios auxiliares incluyen la Fuerza Policial de Birmania, las Unidades de Milicia Populares y al 2013 las Fuerzas Fronterizas, conocidas localmente como Na Sa Kha.
Según la Constitución de Birmania, el Tatmadaw depende directamente del Consejo de Seguridad y Defensa Nacional (NDSC) dirigido por el presidente de Birmania. El NDSC es un Consejo de Seguridad Nacional de once miembros responsable de los asuntos de seguridad y defensa en Myanmar. La NDSC es la máxima autoridad del Gobierno de Birmania.
En Birmania no existe el servicio militar. Por lo tanto, todo el personal de servicio es teóricamente voluntario, pero la Ley de Milicia Popular permite el reclutamiento si el presidente considera necesario para la defensa del país que se activen las disposiciones de la ley. El Tatmadaw ha estado envuelto en una fuerte batalla con los insurgentes étnicos y los narco-ejércitos desde que el país obtuvo su independencia del Reino Unido en 1948. Recientemente, el Tatmadaw ha sido ampliamente acusado por organizaciones respaldadas por delitos contra los derechos humanos que incluyen limpieza étnica, tortura, agresión sexual y masacre de civiles.
Sin embargo, una encuesta de 2014 realizada por el Instituto Republicano Internacional que cubre toda la demografía de Birmania muestra que el ejército es la institución más favorable, con el 84% de los encuestados calificándolo de "muy favorable" o "favorable" por delante de otras instituciones como los medios de comunicación, el gobierno y la oposición birmana.

## Historia

### Monarquía birmana
Las Fuerzas Armadas Reales fueron las fuerzas armadas de la monarquía birmana de los siglos IX al XIX: fuerzas militares del Reino de Pagan, el Reino de Ava, la dinastía Toungoo y la dinastía Konbaung en orden cronológico. El ejército fue una de las fuerzas armadas más importantes del Sudeste Asiático hasta que fue derrotado por los británicos durante un período de seis décadas en el siglo XIX.
El ejército estaba organizado como un pequeño ejército permanente de unos pocos miles que defendía la capital y el palacio, y un ejército en tiempos de guerra mucho más grande que hacía uso del reclutamiento. El servicio militar obligatorio se basaba en el sistema ahmudan, el cual requería que los jefes locales proporcionaran su cuota predeterminada de hombres en su jurisdicción basado en la población en tiempos de guerra. El ejército en tiempo de guerra también estaba formado por unidades de elefantía, caballería, artillería y unidades navales.
Las armas de fuego, introducidas por primera vez desde China a fines del siglo XIV, se integraron en la estrategia de guerra gradualmente a lo largo de muchos siglos. Las primeras unidades especiales de mosquete y artillería, equipadas con mecha y cañón portugueses, se formaron en el siglo XVI. Fuera de las unidades especiales de armas de fuego, no existía un programa de entrenamiento formal para los reclutas regulares, de quienes se esperaba que tuvieran un conocimiento básico de autodefensa y operación del mosquete por su cuenta. A medida que la brecha tecnológica entre las potencias europeas se amplió en el siglo XVIII, el ejército dependía de la voluntad de los europeos de vender armamento más sofisticado.
Si bien el ejército se había mantenido firme contra los ejércitos de los vecinos del reino, su desempeño contra los ejércitos europeos más tecnológicamente avanzados se deterioró con el tiempo. Si bien derrotó a las intrusiones portuguesas y francesas en los siglos XVII y XVIII respectivamente, el ejército no pudo detener el avance del Imperio británico en el siglo XIX, perdiendo las tres guerras anglo-birmanas . El 1 de enero de 1886, la milenaria monarquía birmana y su brazo militar, el Ejército Real de Birmania, fueron formalmente abolidos por los británicos.

### Birmania británica (1824-1948)
Los británicos utilizaron principalmente tropas indias y nepalíes Gurkha para conquistar y pacificar el país. Siguiendo la estrategia "divide y vencerás", los británicos aplicaron sus normas en la provincia de Birmania principalmente con tropas indias a las que más tarde se unieron unidades militares indígenas de tres minorías étnicas: karen, kachin y chin. Los británicos no confiaban en los birmanos. Antes de 1937, con pocas excepciones, a ningún birmano se le permitía servir en el ejército.
Al comienzo de la Primera Guerra Mundial, el único regimiento militar autóctono del ejército de la India británica, el 70.º Regimiento de Rifles Birmanos, estaba formado por tres batallones, compuestos por etnias karen, kachin y chin. Durante la guerra, los británicos relajaron la prohibición y reclutaron varios batallones compuestos por birmanos. También se levantaron tres compañías de Zapadores y Mineros de Birmania, compuestas en su mayoría por birmanos, y una compañía de Cuerpos de Trabajo integrada por chins y birmanos. Todas estas unidades comenzaron su asignación en el extranjero en 1917. El 70.º Regimiento de Rifles Birmanos sirvió en Egipto en tareas de guarnición, mientras que el Cuerpo de Trabajo de Birmania sirvió en Francia. Una compañía de Zapadores y Mineros de Birmania se distinguió en Mesopotamia en el cruce del Tigris.
Después de la Primera Guerra Mundial, los británicos dejaron de contratar birmanos. Para el año 1925, todas las compañías birmanas menos una habían sido abolidas. La última compañía de Zapadores y Mineros de Birmania también se disolvió en 1929. Los británicos utilizaron tropas dominadas por indios y minorías étnicas para sofocar las rebeliones dominadas por la mayoría étnica, como la rebelión campesina de Saya San en 1930-1931. Estas políticas harían crecer las tensiones a largo plazo entre los grupos étnicos del país. El 1 de abril de 1937, Birmania se convirtió en una colonia separada y los birmanos ahora eran elegibles para unirse al ejército, aunque pocos se molestaron en unirse. Antes de que comenzara la Segunda Guerra Mundial, el ejército británico de Birmania estaba formado por etnias karen (27,8%), chin (22,6%), kachin (22,9%) y birmanos (12,3%), sin contar su cuerpo de oficiales británicos.
En diciembre de 1941, un grupo de activistas denominado los Treinta Camaradas y que abogaba por la independencia de Birmania fundó el Ejército Independiente Birmano (EIB) con ayuda japonesa. Al mando de Aung San (el padre de Aung San Su Kyi), el EIB luchó en la Campaña de Birmania del lado del Ejército Imperial Japonés. Miles de hombres jóvenes se unieron a sus filas; las estimaciones oscilan entre 15.000 y 23.000. La gran mayoría de los reclutas eran birmanos, con poca representación de minorías étnicas, de los cuales muchos carecían de disciplina. En Myaungmya, en el delta del río Irawady, estalló una guerra étnica entre hombres birmanos del EIB y karens, siendo ambos bandos responsables de masacres. El EIB pronto fue reemplazado por el Ejército de Defensa de Birmania, fundado el 26 de agosto de 1942 con tres mil veteranos del EIB. Este ejército se convirtió en el Ejército Nacional de Birmania (ENB) con Ne Win como su comandante el 1 de agosto de 1943 cuando Birmania logró la independencia nominal. A finales de 1944, tenía una fuerza de aproximadamente 15.000 combatientes.
Desilusionado por la ocupación japonesa, el ENB cambió de bando y se unió a las fuerzas aliadas el 27 de marzo de 1945.

### Post-independencia

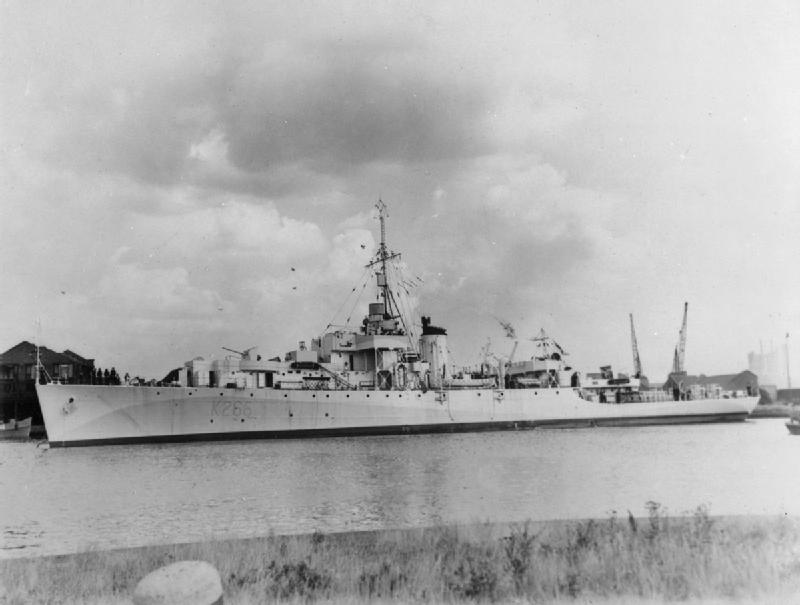
UBS Mayu

En el momento de la independencia de Birmania en 1948, el Tatmadaw era débil, pequeño y desunido. Habían grietas con respecto al origen étnico, la afiliación política, y diferentes servicios. Su unidad y eficiencia operativa se vio aún más debilitada por la interferencia de civiles y políticos en los asuntos militares y la brecha de percepción entre los oficiales de estado mayor y los comandantes de campo. El problema más grave fue la tensión entre los oficiales karenes, provenientes del Ejército Británico de Birmania, y los oficiales birmanos, provenientes de la Fuerzas Patrióticas Birmanas (FPB).[cita requerida]
Siguiendo el acuerdo alcanzado en la Conferencia de Kandy en septiembre de 1945, el Tatmadaw se reorganizó e incorporó al Ejército Británico de Birmania y la Fuerza Patriótica Birmana. Los británicos también decidieron formar lo que se conoció como "Batallones de Clase" basados en la etnia. Había un total de 15 batallones de fusileros en el momento de la independencia y cuatro de ellos estaban integrados por exmiembros del FPB. Ninguna de las posiciones influyentes dentro de la Oficina de Guerra y los comandos estaban ocupadas por ex oficiales del FPB. Todos los servicios, incluidos ingenieros militares, suministros y transporte, artillería y servicios médicos, la Armada y la Fuerza Aérea, fueron comandados por ex oficiales de la Organización de Reserva del Ejército de Birmania y del ejército británico de Birmania. 

#### Gobierno de transición
Debido a la deteriorada situación política en 1957, el entonces primer ministro de Birmania, U Nu, invitó al general Ne Win a formar un "gobierno provisional" y entregó el poder el 28 de octubre de 1958. Bajo la dirección del Gobierno provisional militar, se celebraron elecciones parlamentarias en febrero de 1960. Varios oficiales de alto rango fueron destituidos por su participación y apoyo a varios partidos políticos.

#### Golpe de Estado de 1962
Las elecciones de 1960 habían puesto a U Nu de vuelta en el cargo de primer ministro y el partido Pyidaungsu (Partido de la Unión) liderado por el gobierno civil retomaron el control del país.
El 2 de marzo de 1962, el entonces Jefe de Estado Mayor de las Fuerzas Armadas, General Ne Win, dio un golpe de Estado y formó el Consejo Revolucionario de la Unión. Alrededor de la medianoche, las tropas comenzaron a moverse hacia Rangún. El primer ministro U Nu y sus ministros fueron puestos bajo custodia. A las 8:50 a. m., el general Ne Win anunció el golpe por radio. Dijo «Tengo que informarles, ciudadanos de la Unión, que las Fuerzas Armadas han asumido la responsabilidad y la tarea de mantener la seguridad del país, debido al gran deterioro de las condiciones de la Unión.»
El país sería gobernado por los militares durante 12 años. El Partido del Programa Socialista de Birmania se convirtió en el único partido político y la mayoría de sus miembros eran militares. Los funcionarios del gobierno recibieron entrenamiento militar y el Servicio de Inteligencia Militar funcionó como la policía secreta del estado.

#### Golpe de Estado de 1988
Durante el apogeo del Levantamiento 8888 contra el gobierno socialista, el ex general Ne Win, quien en ese momento era presidente del gobernante Partido del Programa Socialista de Birmania (BSPP), emitió una advertencia contra posibles manifestantes durante un discurso televisado. Afirmó que si continúan los "disturbios" el «Ejército tendría que ser llamado y me gustaría dejar claro que si el Ejército dispara, no tiene tradición de disparar al aire, dispararía directo para impactar».
Posteriormente, varias tropas provenientes del frente que luchaba contra los insurgentes étnicos en los estados de Karen fueron reubicadas en Rangún y se desplegaron durante la represión de las protestas en la ciudad y sus alrededores.
Inicialmente, estas tropas se desplegaron en apoyo de los batallones de seguridad de la entonces Fuerza Policial Popular (ahora conocida como Fuerza Policial de Birmania), para patrullar las calles de la capital y vigilar las oficinas y el edificio del gobierno. Sin embargo, a la medianoche del 8 de agosto de 1988, las tropas que custodiaban el ayuntamiento de Rangún abrieron fuego contra manifestantes desarmados, comenzando la represión de las protestas.
Las fuerzas armadas bajo el mando del general Saw Maung formaron el Consejo Estatal para la Restauración de la Ley y el Orden, derogaron la constitución y declararon la ley marcial el 18 de septiembre de 1988. A fines de septiembre, los militares tenían el control total del país.

#### Reformas políticas (2011-2020)

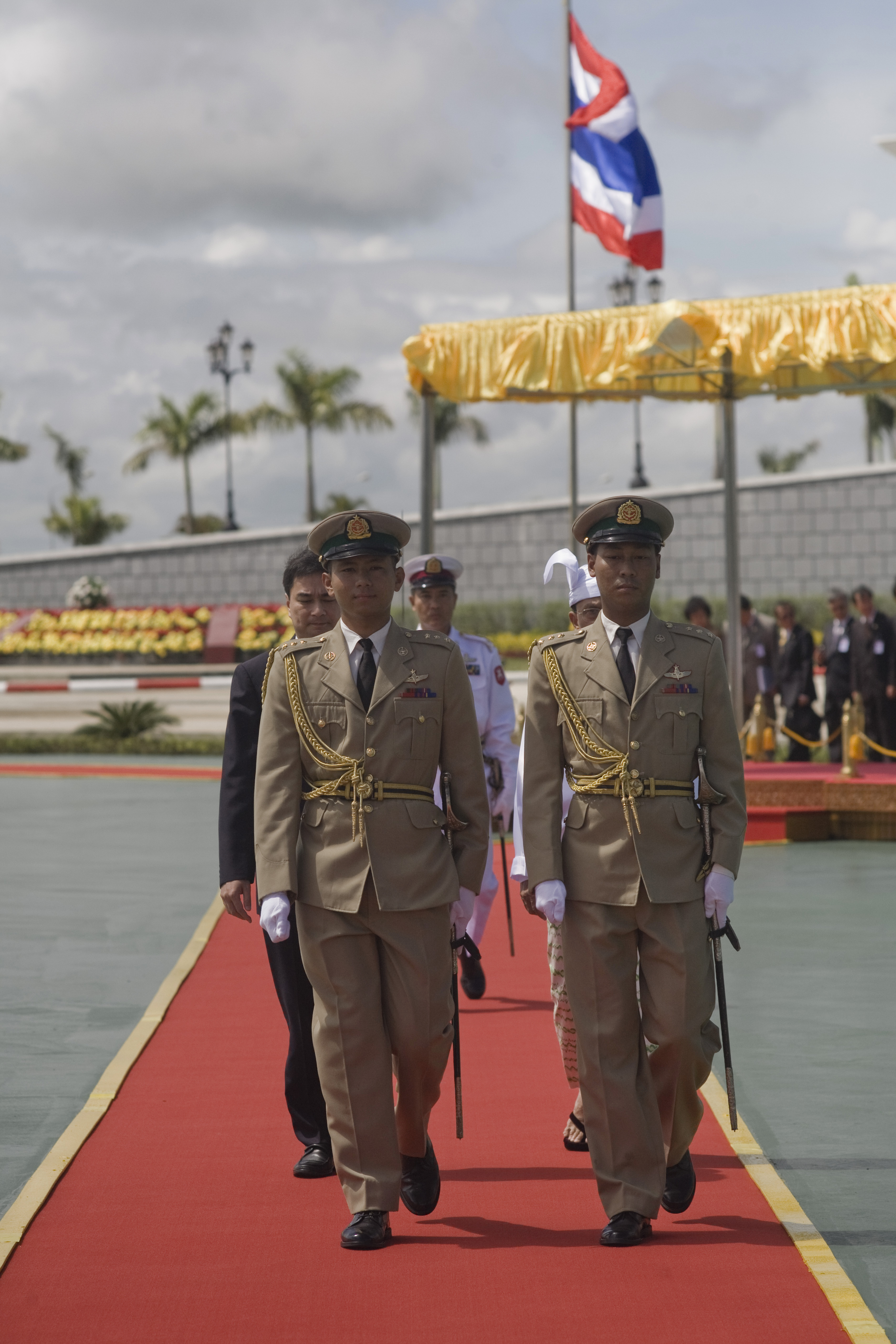
Personal de la Fuerza Aérea de Birmania.

Después de las reformas políticas del país, Birmania ha realizado cambios sustanciales en sus relaciones con principales potencias como China, Rusia y Estados Unidos. En 2014, el teniente general Anthony Crutchfield, subcomandante del Comando del Pacífico de Estados Unidos, fue invitado a dirigirse a sus homólogos en el Colegio de Defensa Nacional de Birmania en Naipyidó, donde se entrena coroneles y otros oficiales militares de alto rango. En mayo de 2016, el Parlamento de la Unión de Birmania aprobó un acuerdo de cooperación militar con Rusia. En junio de 2016, Birmania y Rusia firmaron un acuerdo de cooperación en materia de defensa. El acuerdo contempló el intercambio de información sobre temas de seguridad internacional, incluida la lucha contra el terrorismo, la cooperación en el ámbito de la cultura y las vacaciones de los militares y sus familias, así como el intercambio de experiencias en actividades de mantenimiento de la paz.
Además, en respuesta a las reformas políticas y económicas de Naipyidó posteriores a 2011, Australia restableció la relación bilateral "normal" con Birmania para apoyar la democratización y la reforma. En junio de 2016, la Policía Federal de Australia firmó un nuevo memorándum de entendimiento con sus homólogos de Birmania destinado a mejorar la cooperación contra la delincuencia transnacional y el intercambio de inteligencia. En diciembre de 2017, Estados Unidos impuso sanciones a Maung Maung Soe, un general que estuvo a cargo de la represión militar en el estado de Rakáin. El Tatmadaw había condenado a siete soldados a diez años de prisión por matar a diez hombres rohinyá en Rakáin en septiembre de 2017. Un informe de la ONU de 2019 reveló el grado en que las fuerzas armadas del país utilizan sus propios negocios, empresas extranjeras y tratos de armas para apoyar, lejos del ojo público, "operaciones brutales" contra grupos étnicos que constituyen "delitos graves según el derecho internacional", pasando por alto el control civil y evadiendo la rendición de cuentas. En junio de 2020, el Tatmadaw acusó a China de armar a los grupos rebeldes en las zonas fronterizas del país.

#### Golpe de Estado de 2021
En febrero de 2021, el Tatmadaw detuvo a Aung San Suu Kyi y a otros políticos de alto rango después de unas elecciones con resultados controvertidos. Se declaró el estado de emergencia durante un año.

## Doctrina

### Era posindependencia/guerra civil (1948-1958)
La doctrina militar birmana posterior a la independencia se desarrolló a principios de la década de 1950 para hacer frente a las amenazas externas de enemigos más poderosos haciendo uso de la "negación estratégica" bajo la guerra convencional. La percepción de amenazas a la seguridad del Estado fue más externa que interna. La amenaza interna se manejó mediante una combinación de fuerza y persuasión política. El teniente coronel Maung Maung elaboró la doctrina de defensa basada en conceptos de guerra convencionales, con grandes divisiones de infantería, brigadas blindadas, tanques y guerra motorizada, siendo la movilización masiva el elemento importante de la doctrina.
El objetivo era contener la ofensiva de las fuerzas invasoras en la frontera durante al menos tres meses, a la espera de la llegada de fuerzas internacionales, similar a la acción policial de las fuerzas de intervención internacional bajo la directiva de Naciones Unidas durante la guerra en la península de Corea. Sin embargo, la estrategia convencional bajo el concepto de guerra total se vio socavada por la falta de un sistema de mando y control apropiado, una estructura de apoyo logístico adecuada, bases económicas sólidas y organizaciones de defensa civil eficientes.

### Invasión del Kuomintang
A principios de la década de 1950, cuando el Tatmadaw reafirmó su control sobre la mayor parte del país, las tropas del Kuomintang (KMT) al mando del general Li Mi, con el apoyo de Estados Unidos, invadieron Birmania y utilizaron la frontera del país como trampolín para atacar a la República Popular China, lo cual se convirtió en una amenaza externa a la seguridad del Estado birmano. La primera fase de la doctrina fue probada por primera vez en la Operación "Naga Naing" en febrero de 1953 contra las fuerzas invasoras del KMT. La doctrina no tomó en cuenta el apoyo logístico y político que Estados Unidos brindaba al KMT y, como resultado, no logró cumplir sus objetivos, terminando en una derrota humillante para el Tatmadaw.
Los líderes del Tatmadaw argumentaron que la cobertura excesiva de los medios de comunicación fue en parte culpable del fracaso de la operación "Naga Naing". Por ejemplo, el general de brigada Maung Maung señaló que los periódicos publicaban informes que detallaban el entrenamiento y el posicionamiento de las tropas, llegando incluso a publicar el nombre y antecedentes de los comandantes que dirigían la operación, perdiendo así el elemento sorpresa. El coronel Saw Myint, segundo al mando del operativo, también se quejó de las largas colas de comunicación y la excesiva presión ejercida sobre las unidades para que se dedicaran a actividades de relaciones públicas con el fin de mostrar que el pueblo apoyaba el operativo.

### Era del Partido del Programa Socialista de Birmania (1958-1988)

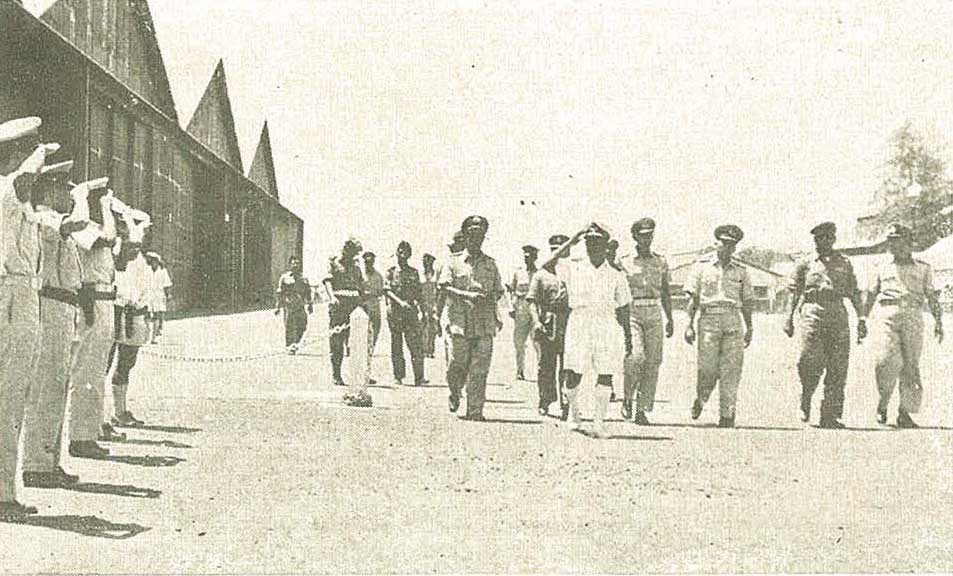
La Armada de Birmania visitando Indonesia en 1960.

A pesar del fracaso, el Tatmadaw siguió basándose en esta doctrina hasta mediados de la década de 1960. La doctrina estuvo bajo constante revisión y modificaciones durante la invasión del KMT y fue de éxito en las operaciones anti-KMT a mediados y finales de la década de 1950. Sin embargo, esta estrategia se volvió cada vez más irrelevante e inadecuada a fines de la década de 1950 cuando los insurgentes y el KMT pasaron de una estrategia de guerra asimétrica posicional a una de guerra de guerrillas usando tácticas de ataque y retirada.
En la conferencia anual del Tatmadaw de 1958, el coronel Kyi Win presentó un informe en el que se describían los requisitos para una nueva doctrina y estrategia militar. Afirmó que el «Tatmadaw no tiene una estrategia clara para hacer frente a los insurgentes», a pesar de que la mayoría de los comandantes del Tatmadaw habían sido guerrilleros durante las campañas antibritánica y japonesa en la Segunda Guerra Mundial, tenían muy poco conocimiento de antiguerrilla o contrainsurgencia. Basado en el informe del coronel Kyi Win, el Tatmadaw comenzó a desarrollar una doctrina y estrategia militares apropiadas para cumplir con los requisitos de la guerra de contrainsurgencia.
Esta segunda fase de la doctrina consistió en reprimir la insurgencia con una guerra popular mientras que la percepción de amenazas a la seguridad nacional estuvo más volcado hacia las amenazas internas. Durante esta fase, la vinculación externa de los problemas internos y las amenazas externas directas se minimizaron gracias a una política exterior basada en el aislamiento. Era la opinión común de los comandantes que, a menos que se suprimiera la insurgencia, la interferencia extranjera iba a ser muy probable, por lo tanto, la contrainsurgencia se convirtió en el núcleo de esta nueva doctrina y estrategia militar. A partir de 1961, la Dirección de Entrenamiento Militar se hizo cargo de la planificación de la defensa nacional, la doctrina y la estrategia militar para amenazas internas y externas. Esto incluyó revisiones de situaciones políticas nacionales e internacionales, estudios de las posibles fuentes de conflictos, recopilación de información para la planificación estratégica y definición de las posibles rutas de invasión extranjera.
En 1962, se esbozaron los principios de la estrategia antiguerrilla y se impartieron cursos de formación contrainsurgente en las escuelas de formación. La nueva doctrina presentó tres enemigos potenciales: los insurgentes internos, los enemigos históricos con aproximadamente la misma fuerza militar (es decir, Tailandia) y los enemigos con mayor fuerza. La doctrina afirma que para reprimir las insurgencias, el Tatmadaw debe estar entrenado para realizar una penetración de largo alcance con una táctica de búsqueda y destrucción continuas. El reconocimiento, la emboscada y las capacidades de ataque y ofensiva diurna y nocturna bajo cualquier clima, junto con ganarse los corazones y las mentes de las personas, son partes importantes de la guerra antiguerrilla. Para contrarrestar a un enemigo histórico con la misma fuerza militar, el Tatmadaw debería librar una guerra convencional bajo una estrategia de guerra total, sin ceder ni un centímetro de su territorio al enemigo. Para enemigos poderosos y invasores extranjeros, el Tatmadaw debe participar en una guerra popular total, con un enfoque especial en la estrategia de guerrilla.
Con el fin de prepararse para la transición a la nueva doctrina, el general de brigada San Yu, entonces vicejefe de Estado Mayor del Ejército, envió una delegación a Suiza, Yugoslavia, Checoslovaquia y Alemania Oriental en julio de 1964 para estudiar estructura organizativa, armamento, formación, ordenación territorial y estrategia de las milicias populares. También se formó un equipo de investigación para estudiar las capacidades de defensa y las formaciones de milicias de los países vecinos.
La nueva doctrina de la guerra popular total y la guerra antiguerrilla para la contrainsurgencia y la guerra de guerrillas para la invasión extranjera fueron diseñadas para que se adapten a las condiciones del país. La doctrina surgió de la política exterior independiente y activa del país, la política de defensa total del pueblo, la naturaleza de las amenazas percibidas, su geografía y el entorno regional, el tamaño de su población en comparación con la de sus vecinos, la naturaleza relativamente subdesarrollada de su economía y sus experiencias históricas y políticas.
La doctrina se basaba en las "tres totalidades": población, tiempo y espacio y las "cuatro fortalezas": mano de obra, material, tiempo y moral. La doctrina no desarrolló conceptos de negación estratégica o capacidades contraofensivas. Se basó casi totalmente en la guerra irregular de baja intensidad, como su estrategia de guerrilla para contrarrestar cualquier forma de invasión extranjera. La estrategia general de contrainsurgencia incluyó no solo la eliminación de los insurgentes y sus bases de apoyo con la estrategia de "cuatro cortes", sino también la construcción y designación de "áreas blancas" y "áreas negras".
En abril de 1968, el Tatmadaw introdujo programas especiales de entrenamiento de guerra en varios comandos regionales. Se enseñaron tácticas de guerra antiguerrilla en escuelas de fuerzas de combate y otros establecimientos de entrenamiento con especial énfasis en emboscadas y contraemboscadas, armas y tácticas de contrainsurgencia, iniciativas de batalla individual para la independencia táctica, tácticas de comando y reconocimiento. La nueva doctrina militar fue aprobada y adoptada formalmente en el primer congreso del Partido del Programa Socialista de Birmania (PPSB) en 1971.[cita requerida]  El PPSB estableció directivas para "la aniquilación completa de los insurgentes como una de las tareas de la defensa nacional y la seguridad del estado" y pidió "la liquidación de los insurgentes a través de la fuerza de los trabajadores como el objetivo inmediato". Esta doctrina fortalece el papel del Tatmadaw como el núcleo de la formulación de políticas nacionales.
A lo largo de la era del PPSB, la doctrina de la guerra popular total se aplicó únicamente en operaciones de contrainsurgencia, ya que Birmania no enfrentó ninguna invasión extranjera directa durante este período. En 1985, el entonces teniente general Saw Maung, vicejefe de Estado Mayor del Tatmadaw, recordó a sus comandantes durante su discurso en la Escuela de Comando y Estado Mayor:

En Birmania, de casi 35 millones de personas, las fuerzas armadas combinadas (ejército, marina y fuerza aérea) son alrededor de doscientos mil. En términos de porcentaje, eso es aproximadamente 0.01%. Es simplemente imposible defender un país del tamaño del nuestro con solo este puñado de tropas... por lo tanto, lo que tenemos que hacer en el caso de una invasión extranjera es movilizar a la gente de acuerdo con la doctrina de la "guerra popular total". Para defender a nuestro país de los agresores, toda la población debe participar en el esfuerzo de guerra, ya que el apoyo de la gente dicta el resultado de la guerra.[cita requerida]

### Era del SLORC/SPDC (1988-2010)
La tercera fase del desarrollo doctrinal del Tatmadaw se produjo después de que los militares tomaron el control y formaron el Consejo de Estado para la Paz y el Desarrollo (SPDC) en septiembre de 1988 como parte del programa de modernización de las fuerzas armadas. Esto fue el reflejo de una nueva susceptibilidad hacia la invasión extranjera directa o la invasión por parte de un estado subsidiario durante los turbulentos años de finales de los 80 y principios de los 90 –un ejemplo fue la presencia no autorizada de un portaaviones estadounidense en las aguas territoriales de Birmania durante el levantamiento político de 1988 como prueba de una violación de la soberanía del país–. Además, a los líderes del Tatmadaw les preocupaba que las potencias extranjeras pudieran armar a los insurgentes en la frontera para explotar la situación política y las tensiones en el país. Esta nueva percepción de amenaza, previamente insignificante bajo la política exterior aislacionista, llevó a una nueva evaluación de las capacidades de defensa y la doctrina del Tatmadaw.
Esta tercera fase debía enfrentar las amenazas externas menores haciendo uso de la negación estratégica bajo el concepto de defensa total popular. La cúpula militar actual se ha enfrentado con éxito a 17 grupos insurgentes importantes, cuyo "retorno al redil legal" en la última década ha disminuido notablemente las amenazas internas a la seguridad del estado, al menos a corto y mediano plazo, aun cuando se sigue viendo como una fuerte amenaza las posibles injerencias externas en los problemas internos, que se perciben como motivadas por las continuas violaciones a los derechos humanos, la represión religiosa y la depuración étnica.
En esta nueva política, el papel del Tatmadaw se definió como una "fuerza de combate moderna, fuerte y altamente capaz". Desde el día de la independencia, las fuerzas armadas han estado involucradas en el restablecimiento y mantenimiento de la seguridad interna y la represión de la insurgencia. Fue con este trasfondo que se formuló la política de defensa "multifacética" del Tatmadaw, con lo cual su doctrina y estrategia militares podrían interpretarse como una defensa en profundidad. Todo esto influenciado por una serie de factores como la historia, la geografía, la cultura, la economía y la percepción de las amenazas.
El Tatmadaw desarrolló una estrategia de "defensa activa" basada en la guerra de guerrillas con capacidades militares convencionales limitadas, diseñada para hacer frente a conflictos de baja intensidad de enemigos externos e internos. Esta estrategia, se construye sobre un sistema de defensa total popular, donde las fuerzas armadas brindan la primera línea de defensa además del entrenamiento y liderazgo de la nación en materia de defensa nacional.
Fue diseñado para disuadir a potenciales agresores sabiendo que la derrota de las fuerzas regulares del Tatmadaw en una guerra convencional sería seguida por una guerra de guerrillas persistente en áreas ocupadas por milicias populares y tropas regulares dispersas que eventualmente desgastarían a las fuerzas invasoras, tanto física como psicológicamente, dejándolas vulnerable a una contraofensiva. Si la estrategia convencional de negación estratégica fallara, entonces el Tatmadaw y sus fuerzas auxiliares seguirían los conceptos estratégicos de Mao sobre la "defensiva estratégica", el "estancamiento estratégico" y la "ofensiva estratégica".
Durante la última década, a través de una serie de programas de modernización, el Tatmadaw ha desarrollado e invertido en un mejor sistema de comando, control, comunicación e inteligencia; inteligencia en tiempo real; formidable sistema de defensa aérea junto con sistemas de alerta temprana para su doctrina de "negación estratégica" y "defensa total popular".

## Ramas

### Ejército de Birmania (Tatmadaw Kyee)

Bandera del ejército de Birmania.

El ejército de Birmania siempre ha sido, con mucho, la rama más grande del Tatmadaw y ha recibido siempre la mayor parte del presupuesto de defensa de Birmania. Desempeñó un papel destacado en la lucha de Birmania contra los más de 40 grupos insurgentes desde 1948 y ha adquirido la reputación de una fuerza militar dura e ingeniosa. En 1981, fue descrito como "probablemente el mejor [ejército] del sudeste asiático, aparte del de Vietnam".
Esta opinión se repitió en 1983, cuando otro observador señaló que "la infantería de Birmania está generalmente considerada como una de las más duras y experimentadas en combate en el sudeste asiático".

### Fuerza Aérea de Birmania (Tatmadaw Lay)
Personal: 23.000.

Bandera de la Fuerza Aérea de Birmania.

La Fuerza Aérea de Birmania se formó el 16 de enero de 1947, durante el dominio de los británicos. Para 1948, la nueva flota de la fuerza aérea incluía 40 Airspeed Oxfords, 16 de Havilland Tiger Moths, 4 Austers y 3 Supermarine Spitfires transferidos desde la Real Fuerza Aérea británica con unos pocos cientos de personal. La misión principal de la Fuerza Aérea de Birmania desde sus inicios ha sido proporcionar transporte, logística y apoyo aéreo al Ejército de Birmania en operaciones de contrainsurgencia.

### Armada de Birmania (Tatmadaw Yay)

Insignia de la Armada de Birmania.

La Armada de Birmania es la rama naval del Tatmadaw con aproximadamente 19.000 hombres y mujeres. Se formó en 1940 y, aunque muy pequeña, participó activamente en las operaciones aliadas contra los japoneses durante la Segunda Guerra Mundial. La armada opera actualmente más de 122 buques. Antes de 1988, era pequeña y su papel en las muchas operaciones de contrainsurgencia era mucho menos sobresaliente que el del ejército y la fuerza aérea. Sin embargo, la armada siempre ha sido, y sigue siendo, un factor importante en la seguridad de Birmania y se expandió dramáticamente en los últimos años para proporcionar capacidad de "agua azul" y defensa de amenazas externas en las aguas territoriales de Birmania. Su personal asciende a 19.000 (incluidos dos batallones de infantería naval).

### Fuerza Policial de Birmania (Myanmar Ye Tat Hpwe)

Bandera de la Fuerza Policial de Birmania.

La Fuerza Policial de Birmania, formalmente conocida como la Fuerza Policial del Pueblo, se estableció en 1964 como departamento independiente a cargo del Ministerio del Interior. Se reorganizó el 1 de octubre de 1995 e, informalmente, pasó a ser parte del Tatmadaw. El actual director general de la fuerza policial es el general de brigada Kyaw Kyaw Tun, con su cuartel en Naypyidaw. Su estructura de mando se basa en jurisdicciones civiles establecidas. Cada uno de los siete estados y siete divisiones de Birmania tiene sus propias Fuerzas Policiales con sede en las respectivas capitales. Israel y Australia a menudo proporcionan especialistas para mejorar la formación de la policía. El personal es de 72.000 (incluidos 4.500 policías de combate/SWAT).

## Industrias de defensa
La Dirección de Industrias de Defensa de Birmania (DIDB) forma parte del complejo industrial-militar birmano. La DIDB tiene 13 fábricas en todo el país que producen aproximadamente 70 productos esenciales para el Ejército, la Armada y la Fuerza Aérea. Los principales productos incluyen rifles automáticos, ametralladoras, metralletas, cañones antiaéreos, una gama completa de municiones de artillería y mortero, municiones para aviones y antiaéreos, municiones para tanques y antitanques, bombas, granadas, minas antitanques, minas antipersonales. DI ha producido nuevos rifles de asalto y ametralladoras ligeras para la infantería. La serie de armas MA fue diseñada para reemplazar las antiguas G3 y G4 de Heckler & Koch diseñadas por Alemania pero fabricadas localmente, que equiparon al ejército de Birmania desde la década de 1960.

## Representación en el parlamento
El 25% de los escaños en ambas cámaras del parlamento birmano están reservados para militares designados.

### Cámara de las Nacionalidades (Amyotha Hluttaw)
| Elección          | Total de asientos ganados | Total de votos | Participación de votos | Resultado de la elección | Líder electoral |
| ----------------- | ------------------------- | -------------- | ---------------------- | ------------------------ | --------------- |
| 2010              | 56/224                    |                |                        | 56 asientos              | Que Shwe        |
| (después de) 2012 | 56/224                    |                |                        | Sin cambios              | Min Aung Hlaing |
| 2015              | 56/224                    |                |                        | Sin cambios              | Min Aung Hlaing |
| 2020              | 56/224                    |                |                        | Sin cambios              | Min Aung Hlaing |

### Cámara de Representantes (Pyithu Hluttaw)
| Elección          | Total de asientos ganados | Total de votos | Participación de votos | Resultado de la elección | Líder electoral |
| ----------------- | ------------------------- | -------------- | ---------------------- | ------------------------ | --------------- |
| 2010              | 110/440                   |                |                        | 110 asientos             | Que Shwe        |
| (después de) 2012 | 110/440                   |                |                        | Sin cambios              | Min Aung Hlaing |
| 2015              | 110/440                   |                |                        | Sin cambios              | Min Aung Hlaing |
| 2020              | 110/440                   |                |                        | Sin cambios              | Min Aung Hlaing |

## Nota
1. ↑  también el parche de formación de las oficinas de los Jefes de Estado Mayor de cada una.